# Інфанта (Філіппіни)
Інфанта (тагал. Bayan ng Infanta) — місто у філіппінській провінції Кесон на острові Лусон.

## Географія
Місто розташоване на півночі провінції між гірським пасмом Сьєрра-Мадре і узбережжям Філіппінського моря.

### Клімат
Місто знаходиться у зоні, котра характеризується вологим тропічним кліматом. Найтепліший місяць — травень із середньою температурою 27.8 °C (82 °F). Найхолодніший місяць — січень, із середньою температурою 23.9 °С (75 °F).
| Клімат Інфанти          | Клімат Інфанти | Клімат Інфанти | Клімат Інфанти | Клімат Інфанти | Клімат Інфанти | Клімат Інфанти | Клімат Інфанти | Клімат Інфанти | Клімат Інфанти | Клімат Інфанти | Клімат Інфанти | Клімат Інфанти | Клімат Інфанти |
| Показник                | Січ.           | Лют.           | Бер.           | Квіт.          | Трав.          | Черв.          | Лип.           | Серп.          | Вер.           | Жовт.          | Лист.          | Груд.          | Рік            |
| Середній максимум, °C   | 27             | 27             | 29             | 30             | 32             | 32             | 32             | 31             | 31             | 30             | 29             | 27             | 29             |
| Середня температура, °C | 24             | 24             | 25             | 27             | 28             | 28             | 28             | 28             | 27             | 26             | 26             | 25             | 26             |
| Середній мінімум, °C    | 21             | 21             | 22             | 23             | 24             | 24             | 24             | 24             | 23             | 23             | 23             | 22             | 22             |
| Норма опадів, мм        | 380            | 240            | 184            | 195            | 212            | 220            | 236            | 216            | 290            | 518            | 609            | 599            | 3900           |
| ----------------------- | -------------- | -------------- | -------------- | -------------- | -------------- | -------------- | -------------- | -------------- | -------------- | -------------- | -------------- | -------------- | -------------- |
| Джерело: Weatherbase    |                |                |                |                |                |                |                |                |                |                |                |                |                |